# Rod Barnes
Rodrick Kenneth Barnes, detto Rod (Satartia, 8 gennaio 1966), è un ex cestista e allenatore di pallacanestro statunitense.

## Palmarès
- Naismith College Coach of the Year (2001)